# System wersyfikacyjny
System wersyfikacyjny – zbiór ogólnych zasad dotyczących budowy wersu, grup wersów i całego wiersza.
W języku polskim wyróżnia się dwie główne grupy systemów wersyfikacyjnych.

## Systemy numeryczne
Systemy numeryczne są to systemy, których budowa opiera się na regularnej liczbie jednostek rytmicznych  w wersie i strofie jak również na regularnej liczbie mniejszych części budowy w większych (np. wersów w strofie).
W tej grupie wyróżnia się:
- tonizm – wiersz toniczny
- sylabotonizm – wiersz sylabotoniczny
- sylabizm – wiersz sylabiczny

Do wierszy tej grupy zalicza się również różne modyfikacje wyżej wymienionych systemów pod warunkiem, że zachowują zasadę rytmiczności w obrębie jednostki budowy wiersza.

## Systemy nienumeryczne
Do systemów nienumerycznych zalicza się wiersze nieposiadające sztywnego wzorca rytmicznego, a oparte na innych regułach. Np. regułach semantycznych, składniowych, brzmieniowych.
- wiersz wolny[2]
- wiersz zdaniowy

## System iloczasowy
W wielu literaturach występuje lub występował w przeszłości system iloczasowy. Był on charakterystyczny dla klasycznej metryki greckiej, łacińskiej i arabskiej. W tym systemie istotny jest czas trwania sylaby, a sylaba długa może odpowiadać dwóm krótkim. Najbardziej znanym rodzajem wiersza iloczasowego jest heksametr daktyliczny.